# 41213 Mimoun
41213 Mimoun è un asteroide della fascia principale. Scoperto nel 1999, presenta un'orbita caratterizzata da un semiasse maggiore pari a 2,6455938 UA e da un'eccentricità di 0,2146649, inclinata di 8,41717° rispetto all'eclittica.